# Ribose-1-phosphat
Ribose-1-phosphat ist ein Phosphorsäureester der Ribose und das Isomer von Ribose-5-phosphat. Es ist ein Zwischenprodukt beim Abbau von Nukleosiden. Physiologisch spielt nur das D-Isomer eine Rolle.

## Reaktionen
α-D-Ribose-1-phosphat kann durch eine Phosphopentomutase (EC 5.4.2.7) wechselseitig aus D-Ribose-5-phosphat gebildet werden, gemäß:
{\displaystyle {\text{Ribose-5-phosphat}}\rightleftharpoons {\text{Ribose-1-phosphat}}}
Bei dieser Umwandlung dienen α-D-Ribose-1,5-bisphosphat, α-D-2-Deoxyribose-1,5-bisphosphat oder α-D-Glucose-1,6-bisphosphat als Cofaktoren.
Alternativ entsteht Rib-1-P beim Abbau von Nukleosiden, was eine Purin-Nukleosid-Phosphorylase oder eine Pyrimidin-Nukleosid-Phosphorylase (EC 2.4.2.2) bzw. eine Uridin-Phosphorylase (EC 2.4.2.3) katalysiert:
{\displaystyle {\text{Nucleosid}}+{\text{P}}_{i}\longrightarrow {\text{Nukleinbase}}+{\text{Ribose-1-phosphat}}}